# Silikat
Silikati so soli in estri ortosilicijeve kisline H4SiO4 (SiO2•2H2O) in njenih kondenzatov. Vse soli so zgrajene iz tetraedrov (SiO4)4-, ki so med seboj povezani na različne načine. Na prosta mesta tetraedrov se lahko vežejo kovinski kationi ali hidroksilni OH- ioni. Silikati z izjemo alkalnih silikatov so netopni v vodi in drugih topilih.
Naravni silikati igrajo v mineralogiji pomembno vlogo, saj mednje spada veliko število mineralov. Zemeljska skorja vsebuje več kot 90 odstotkov silikatov, plašč pa je skoraj v celoti sestavljen iz silikatov. Najpogostejši silikati v zemeljski skorji so glinenci z udeležbo 50-60 volumskih odstotkov. Drugi pomembni minerali so sljude, gline, amfiboli, pirokseni, granati in olivini. 
Kremen (SiO2) se v nemški strokovni literaturi prišteva med okside, v anglo-ameriški literaturi pa med silikate.

## Struktura
Vsi silikatni minerali so zgrajeni na enakem principu, tako da jih je mogoče razmeroma enostavno sistematično urediti. Osnovni gradniki vseh silikatov so tetraedri (SiO4)4-. V ogliščih tetraedra so ioni kisika, ki se zaradi svoje velikosti med seboj dotikajo, v sredini pa je dovolj prostora (tetraedrska vrzel) za relativno majhen ion silicija.
Druga značilnost silikatov je sposobnost kisikovih atomov, da se lahko kompleksno vežejo s sosednjimi tetredri, tako da nastanejo različne linearne, ciklične, plastne in prostorske strukture.
Silicij je lahko delno zamenjan s kemično podobnim aluminijem. Takšna zamenjava se imenuje izomorfna zamenjava, spojine pa alumosilikati. Zaradi zamenjave Si4+ z Al3+ morajo razliko v naboju nadomestiti drugi pozitivno nabiti ioni (kationi), pri čemer razmerje Al:Si ne sme preseči vrednosti 1. Čistih aluminatov v naravi ni. 

## Sistematika silikatnih mineralov
Silikati v že omenjenih oblikah tvorijo obsežno družino mimeralov. Med njimi so velike razlike v kemijski sestavi, kristalni simetriji ter načinu vezave in strukturi osnovnih gradnikov. Sistemizacija silikatov temelji na stopnjo polimerizacije tetraedrov (SiO4)4-. 

### Pisanje kemijskih formul
Poenostavljena splošna formula silikatov je:
{\displaystyle \mathrm {M_{n}\left[\left(Si_{x}O_{y}\right)^{4x-2y}\right]} }.
Kompleks silicija in kisika lahko zamenjata hidroksilni (OH-) ali fluoridnim ion (F-). Položaj "M" lahko zasede eden ali več kovinskih kationov, tako da je molekula navzven električno nevtralna. V kristalno rešetko s posebno velikimi zankami se lahko vgradi tudi voda. 
Če je v nekem mineralu kompleks SixOy- zamenjan s fluoridnimi ali hidroksidnimi ioni, se to v formuli zapiše s pokončno črtico, na primer 
{\displaystyle \mathrm {Al_{2}\left[Si_{2}O_{5}|(OH)_{4}\right]} }, kaolinit.
Kristalno vezana voda se zapiše s piko, na primer 
{\displaystyle \mathrm {Na[AlSi_{2}O_{6}]\cdot H_{2}O} }, analcim.

### Klasificiranje po stopnji polimerizacije tetraedrov (SiO4)4-

#### Otočni silikati (nezosilikati)
V otočnih silikatih so tetraedri (SiO4)4- posamični. Takšni so na primer 
- olivin (Mg,Fe)2[SiO4],
- cirkon Zr[SiO4] in
- granati X2+3Y3+2[SiO4]3.

#### Skupinski silikati (sorosilikati)
V strukturi sta po dva tetraedra (SiO4)4-, ki si delita kisikov ion, tako da nastane skupina (Si2O7)6-. Takšna silikata sta na primer
- hemimorfit Zn4[Si2O7](OH)2•H2O in
- epidot Ca2(Fe3+,Al)Al2O[SiO4][Si2O7]OH.

#### Obročasti silikati (ciklosilikati)
Tetraedri (SiO4)4- si delijo kisikove ione v ogliščih, tako da oblikujejo tri, štiri ali šest členske obroče s splošno formulo (SixO3x). Primeri: 
- bentonit BaTi[Si3O9] - tričlenski obroči,
- aksinit Ca3Al2(BO)3[Si4O12]OH - štiričlenski obroči in
- turmalin NaMg3Al6(BO3)3[Si6O18](OH)4 - šestčlenski obroči.

#### Enojne niti (inosilikati)
Vsak tetraeder (SiO4)4- deli kisikove ione z dvema sosednjima tetraedroma tako, da oblikujejo verigo ali nit (SiO3)2-. V strukturi mineralov so niti vzporedne. Primer: 
- pirokseni X2+[SiO3] ali W+Y3+[SiO3]2.

#### Dvojne niti (inosilikati)
Dvojne niti so sestavljene iz enakega števila tetraedrov, razporejenih v dve vrsti. Tetraedri si delijo oglišča z dvema sosednjima tetraedroma ali s tremi sosednjimi tetraedri, kar ustreza skupini (Si4O11)6-. Kisikove ione sosednjih niti povezujejo kationi. Naravni silikati z dvojnimi nitmi v svojo strukturo vključujejo OH- skupino. Primeri:
- amfiboli, pri katerih so dvojne niti vzporedne kristalografski osi c,
- tremolit Ca2Mg2[Si8O22](OH)2 in
- feroaktinolit Ca2Fe5[Si8O22](OH)2.

#### Plastnati silikati (filosilikati)
Osnovni element strukture plastnatih silikatov so plasti (Z4O10), v katerih je Z lahko Si4+ ali Al3+ ion, tetraedrično koordiniran z O2- ioni. Vsak tetraeder deli tri oglišča s sosednjimi tetraedri, eno oglišče (apikalno) pa ostaja prosto. Primeri: 
- glineni minerali in sljude,
- lojevec Mg3[Si4O10](OH)2,
- pirofilit Al2[Si4O10](OH)2 in
- muskovit KAl2[AlSi3O10](OH)2.

#### Paličasti silikati (tektosilikati)
V strukturi paličastih silikatov vsak tetraeder (SiO4)4- deli svoja oglišča s štirimi sosedi. Tetraedri se povezujejo v vseh smereh v prostoru in oblikujejo paličje. Splošna formula paličastih silikatov je ZO2, kjer Z predstavlja ione, tetraedrično koordinirane s kisikom. Primeri paličastih silikatov so glinenci
- albit Na[AlSi3O8] (25% tetraedrov zaseda Al3+),
- anortit Ca[Al2Si2O8] (50% tetraedrov zaseda Al3+) in
- ortoklaz K[AlSi3O8].[1]

#### Amorfni silikati
Opal je amorfen silicijev dioksid z vgrajeno kristalno vodo (SiO2•nH2O), zato ga nekateri avtorji uvrščajo med oksidne minerale. Iz amorfnega silicijevega dioksida so zgrajene tudi zelo strukturirane lupine kremenastih alg (diatomej) in radiolarij.

### Klasifikacija po Kostovu
Klasifikacija po Kostovu temelji predvsem na kemijski sestavi silikata in kristalni strukturi.

## Tehnični silikati
- Veliko silikatov se proizvaja industrijsko. Najpomembnejša proizvoda sta steklo in steklena keramika. Surovina zanju je kremenčev pesek (SiO2) in kovinski oksidi.

- Vodotopno steklo, poznano kot vodno steklo, je proizvedeno iz kremenčevega peska in kovinskih karbonatov, na primer natrijevega karbonata (Na2CO3, soda), v steklarski peči. Uporablja se kot lepilo, polnilo v papirni industriji, za impregnacijo vlažnih zidov in izdelavo fasadnih malt. Iz vodnega stekla se z reakcijami s kislinami proizvajajo geli, na primer silikagel, silicijeva kislina, silikati in zeoliti.

- Smukec je uprašen lojevec, ki se uporablja v industriji barvnih premazov, steklarski industriji, kot mazivo, pa tudi kot dodatek v kozmetičnih preparatih.

- Azbest (krizotil) je bil zaradi odpornosti proti ognju in majhne toplotne prevodnosti pomemben izolacijski material, ki se je uporabljal zlasti v gradbeništvu. Zaradi škodljivih stranskih učinkov je v EU od leta 2005 prepovedan. Za proizvodnjo ognjevzdržnih materialov, odpornih proti koroziji, se uporabljajo tudi cirkon, muskovit, andaluzit, silimanit in kianit.

- Kaolinit je pomembna surovina za keramično industrijo, na primer za proizvodnjo porcelana, talilnih loncev ter ognjevzdržne in strešne opeke.

- Zeoliti, zlasti sintetični zeolit A, se uporabljajo kot ionski izmenjevalci, tako imenovana molekularna sita, sredstva za mehčanje vode, ki predvsem v detergentih nadomeščajo fosfate, in sredstva za odstranjevanje amonijevih spojin, ki v ribnikih pospešujejo rast alg. Podobne lastnosti imajo tudi sintetični plastnati silikati.

- Nanosilikati so zaradi svoje velike specifične površine dobri adsorbenti in nosilni materiali za katalizatorje in medicinske učinkovine. Njihova industrijska proizvodnja je še vedno v razvoju.[3]

- V obdelavi pitne vode se silikati uporabljajo kot inhibitor korozije. Uporabljajo se skupaj s fosfati ali brez njih in v zmesi z aktiviranimi karbonati.

## Nahajališča
Iz silikatov je zgrajen velik del zemeljskih planetov, v majhnih koncentracijah pa so prisotni tudi v vseh vodah. Silikati tvorijo skelete mnogih organizmov, na primer diatomej in radiolarij in nekaterih spužv. 

## Uporaba

### Okrasni in dragi kamni
Otočni silikati granat, olivin, topaz in cirkon v čisti obliki so cenjeni dragi kamni. Nekatere vrste kremena, na pimer ametist, aventurin, kalcedon, citrin in ahat so priljubljeni okrasni kamni. Okrasni kamni so tudi nekateri glinenci, na primer amazonit, aventurin, labradorit in sodalit. Posebno cenjen drag kamen je smaragd, ki je različek berila.

### Drugo
Silikati so surovina za proizvodnjo stekla, keramike in pralnih sredstev. 